# 志布志駅
志布志駅（しぶしえき）は、鹿児島県志布志市志布志町志布志にある、九州旅客鉄道（JR九州）日南線の駅である。同線の終着駅。事務管理コードは▲941909。
以前は日本国有鉄道（国鉄）志布志線・大隅線も乗入れていた。

## 歴史

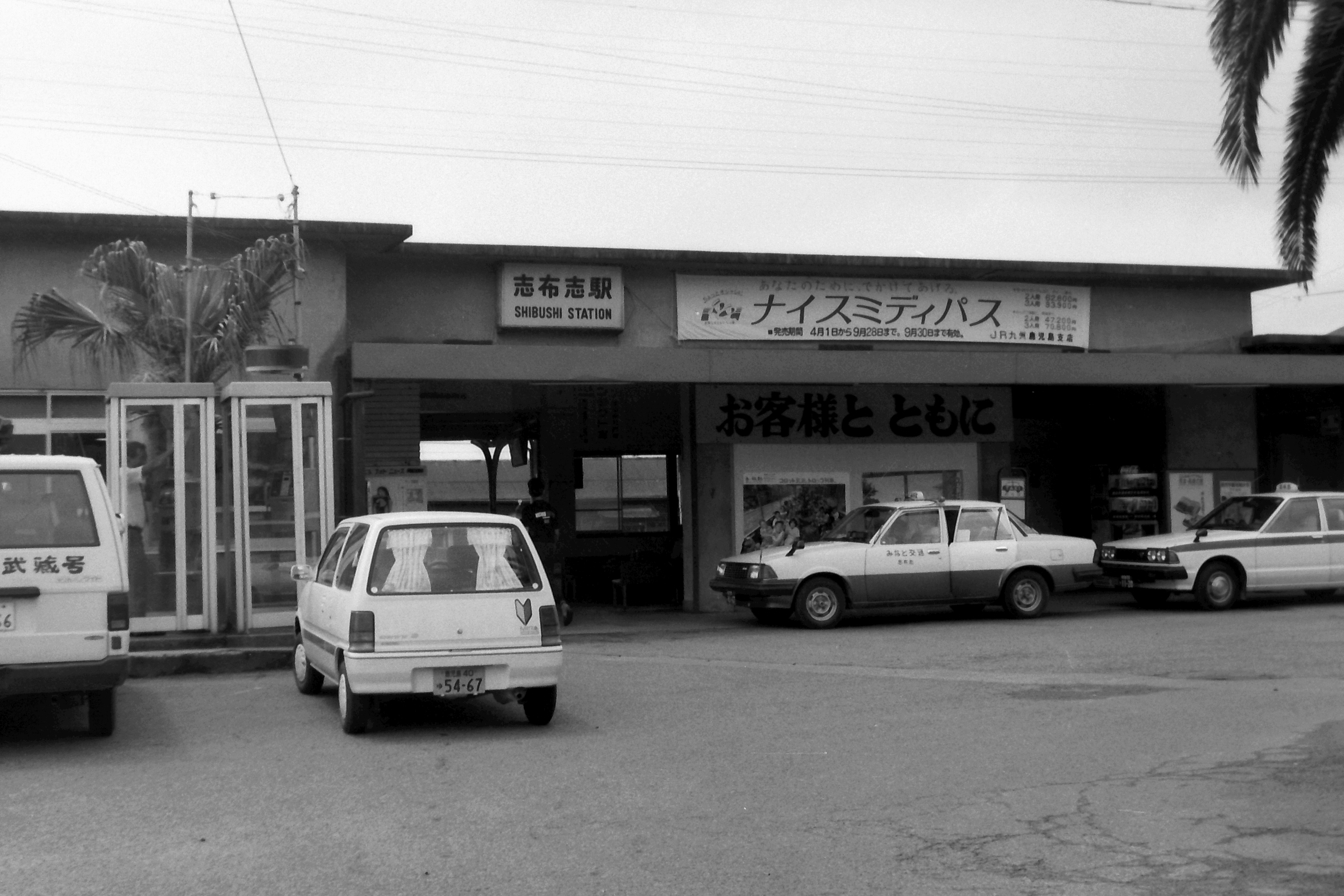
2代目駅舎（1989年）

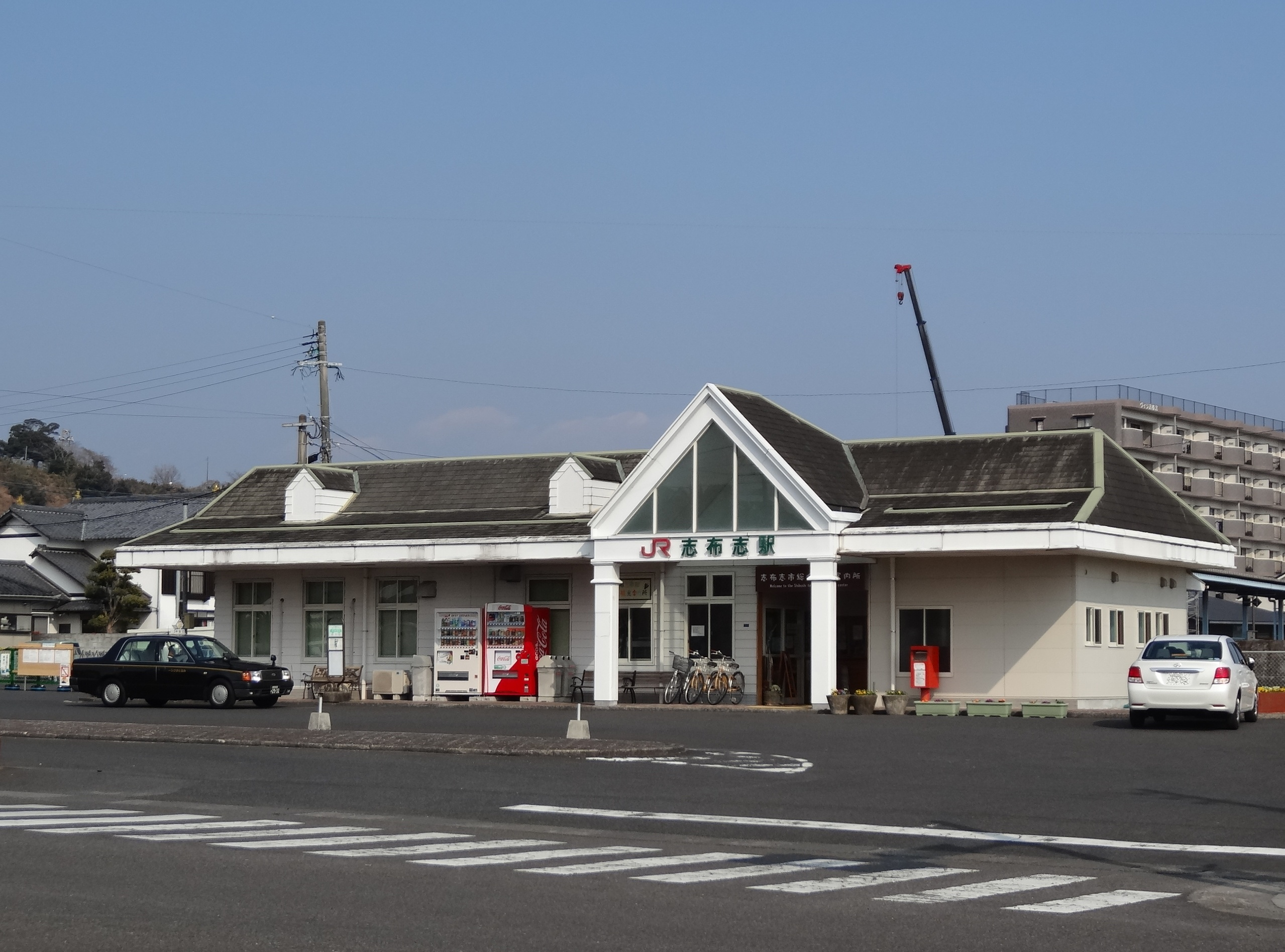
2014年1月時点の3代目駅舎（バスターミナル整備前）

- 1925年（大正14年）3月30日：鉄道省志布志線大隅松山駅 - 当駅間開通時に終着駅として開設[3]。
- 1935年（昭和10年）
  - 4月15日：志布志線当駅 - 榎原間延伸[3]、途中駅となる。
  - 10月28日：古江東線（後の大隅線の一部）当駅 - 東串良間開通[3]。
- 1938年（昭和13年）10月10日：（旧）古江線（後の大隅線の一部）古江 - 串良間改軌に伴い、（旧）古江線・古江東線を合わせて古江線とする。
- 1949年（昭和24年）6月4日：昭和天皇の戦後巡幸があり、鹿屋駅発、志布志駅着のお召し列車が運行[4]。
- 1955年（昭和30年）3月31日：2代目駅舎に改築。
- 1963年（昭和38年）5月8日：日南線南宮崎駅 - 北郷駅間開通、志布志線当駅 - 北郷間を同線へ編入（日南線全通）[3]。
- 1972年（昭和47年）9月9日：古江線当駅 - 国分駅間延伸。同時に大隅線へ改称（同線全通）[3]。
- 1987年（昭和62年）
  - 3月14日：大隅線全線（当駅 - 鹿屋 - 国分間）廃止[3]。
  - 3月28日：志布志線全線（西都城 - 当駅間）廃止[3]。所属路線が志布志線から日南線となる。
  - 4月1日：国鉄分割民営化に伴い、九州旅客鉄道（JR九州）の駅となる[3]。
- 1990年（平成2年）2月20日：北東方向に約70m移設[3][5]。
- 1992年（平成4年）頃：無人駅化[6]。
- 1997年（平成9年）7月末：キヨスク撤退[7]。
- 2009年（平成21年）8月8日：駅舎内に志布志市総合観光案内所オープン[3][8]。
- 2018年（平成30年）4月15日：駅前バスターミナル使用開始[9]。
- 2022年（令和4年）4月1日：宮崎支社発足、鹿児島支社から同支社へ移管[10]。

## 駅構造
単式ホーム1面1線と側線4本を有する地上駅。夜間に列車が1本留置される。夜21時半過ぎに到着した列車が翌朝5時台の始発となる。
現駅舎（写真「3代目駅舎」参照）とホームは志布志線・大隅線廃止後の1990年（平成2年）に日南線専用として新設されたもの。駅舎は終着駅らしくホームと直角に立っている。なお現駅のホームは旧駅構内貨物用引込線を利用して建設されたため、現駅舎は旧駅舎（写真「2代目駅舎」参照）のあった場所から約70メートル北東の場所に、建物自体の向きも上記の通り90度向きを変えた形で、建替えられた。またこれにより日南線は起点側（大隅夏井駅方面）へ約40m短くなった。
駅前バスターミナルは3ヶ所に分散していたバス停の集約目的で志布志市が整備したもので、2018年（平成30年）4月15日より運用が開始された。工事費は約6,100万円であった。
旧志布志駅は機関区・車掌区・保線区があり、転車台も備えていた。キヨスクもあり、弁当も売っていた。駅舎のあったホームが1番線、上架橋を渡ると2・3番線の両面ホームがあり、更にその向こう（海側）は広大な貨物操車場であった。1・2番線は志布志線・日南線共通の上下線として使用され、3番線が大隅線であった。
山側から降りて来る広い通り「駅前通り」が商業施設「サンポートしぶしアピア」前の大通りと交わるまさにその交差点の所が旧駅舎・ホームがあった場所である。なお、後者は志布志線と大隅線が平行して走っていた軌道敷き跡地を利用してつくられたものである。
また、旧志布志機関区の跡地の一部には「志布志鉄道記念公園」が整備されており、C58 112・ヨ8951・キハ52 130が静態保存されている。以前は志布志運動公園横に展示してあったが、この公園整備と共に、2000年（平成12年）頃に現位置に移動した。2008年（平成20年）頃からは有志による車体整備が行われている。
2009年（平成21年）8月8日、駅舎内の約35㎡のスペースをJRから市が無償で借り受け、志布志市総合観光案内所がオープンした。観光案内所では、無料で自転車が借りられる。
種田山頭火の句碑『一きれの雲もない空のさびしさまさる』が2010年（平成22年）に建立された。
2022年（令和4年）の組織改正に伴い、日南線が宮崎支社管轄となったため、大隅夏井駅と並び、鹿児島県内で同支社が管轄する駅となった。

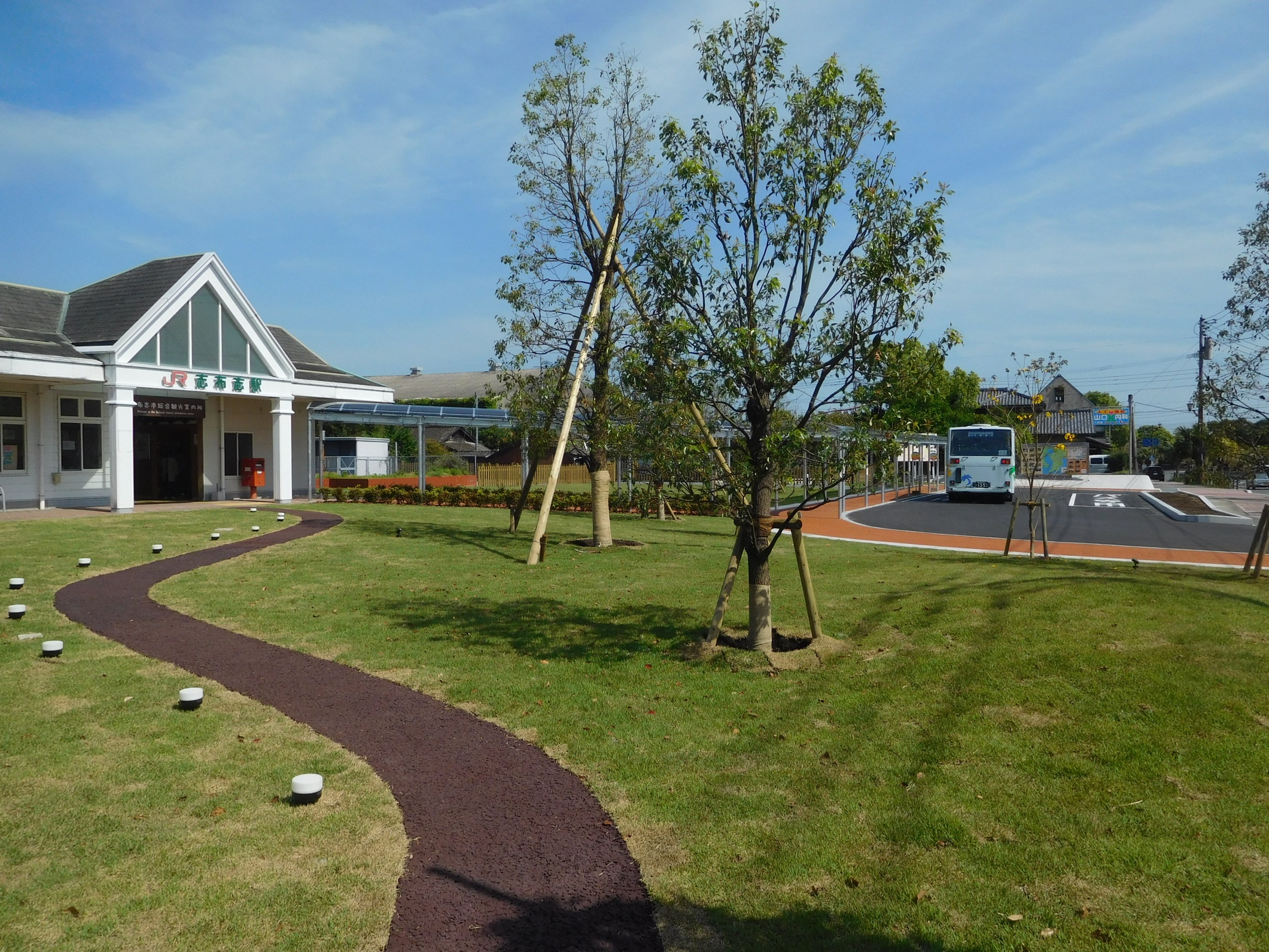
駅舎とバスターミナル
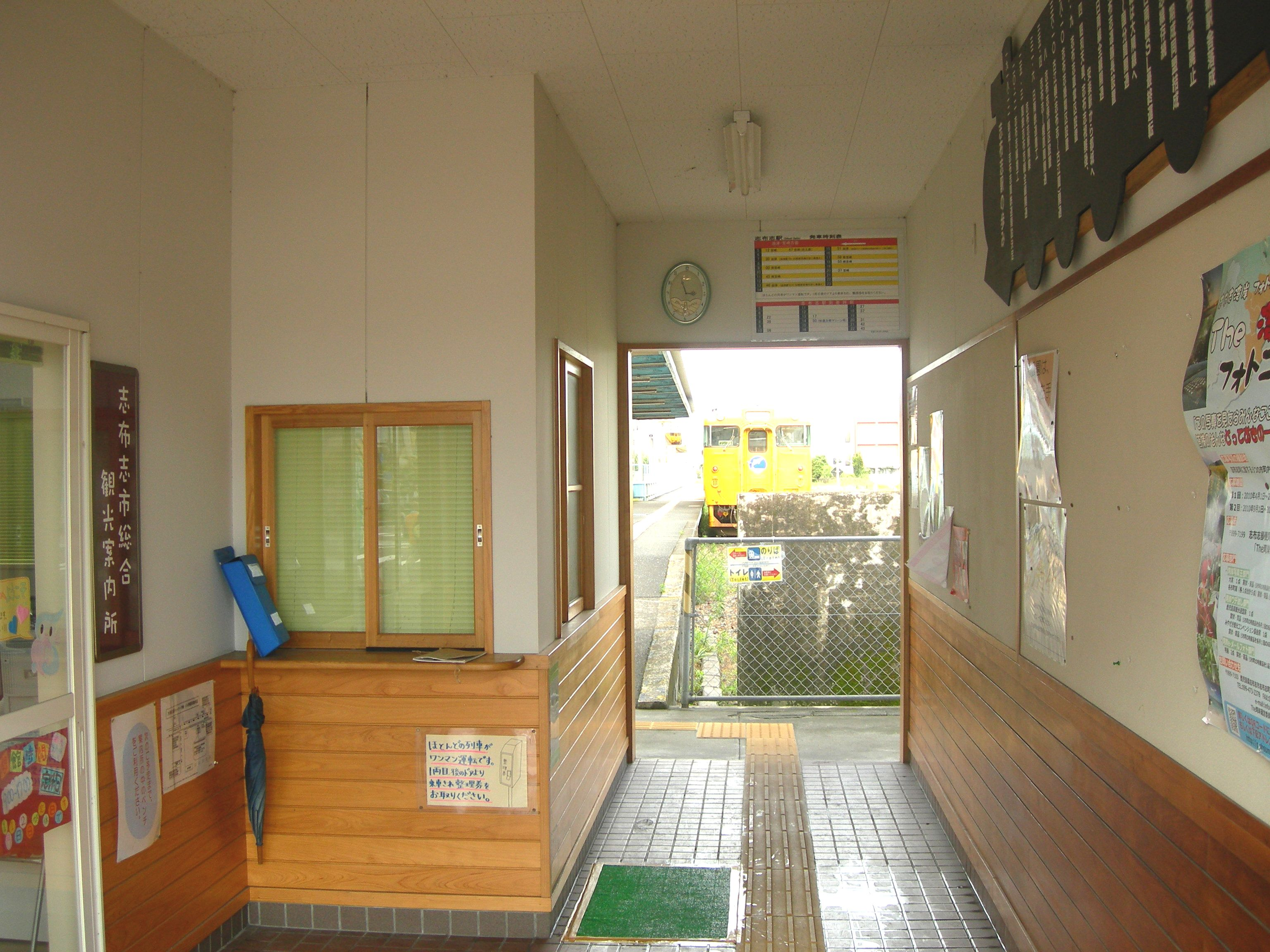
改札口
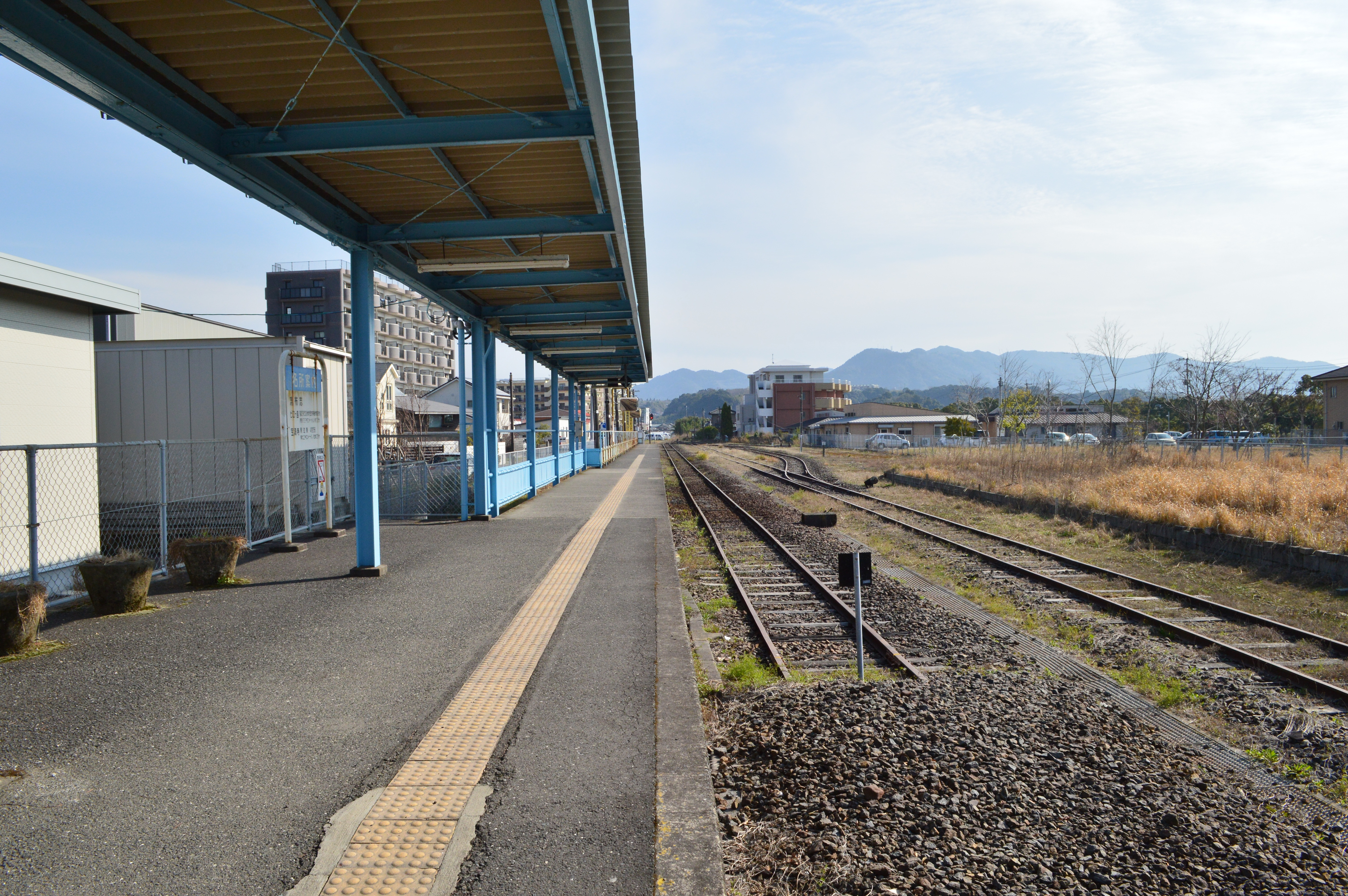
駅構内
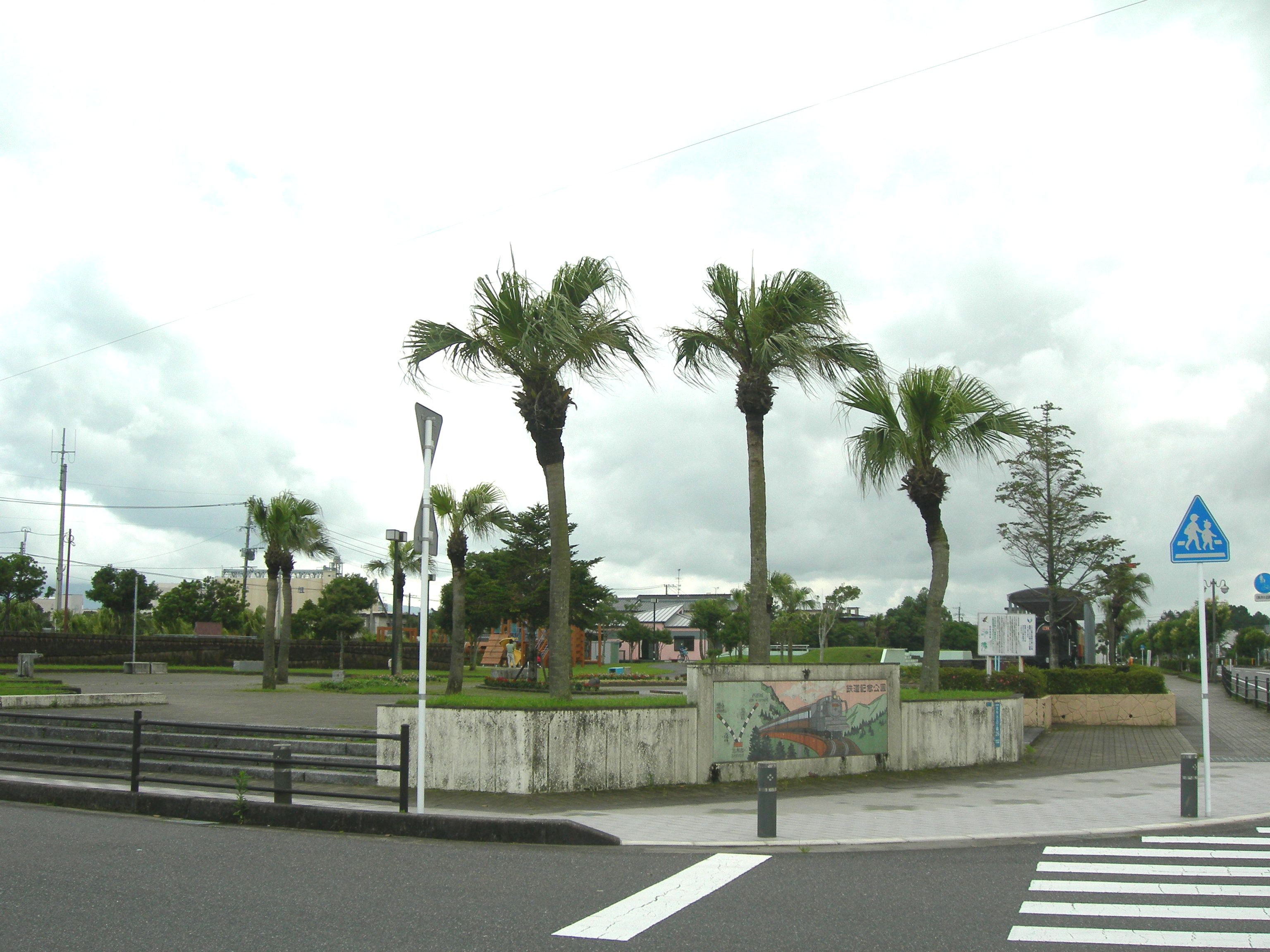
志布志鉄道記念公園
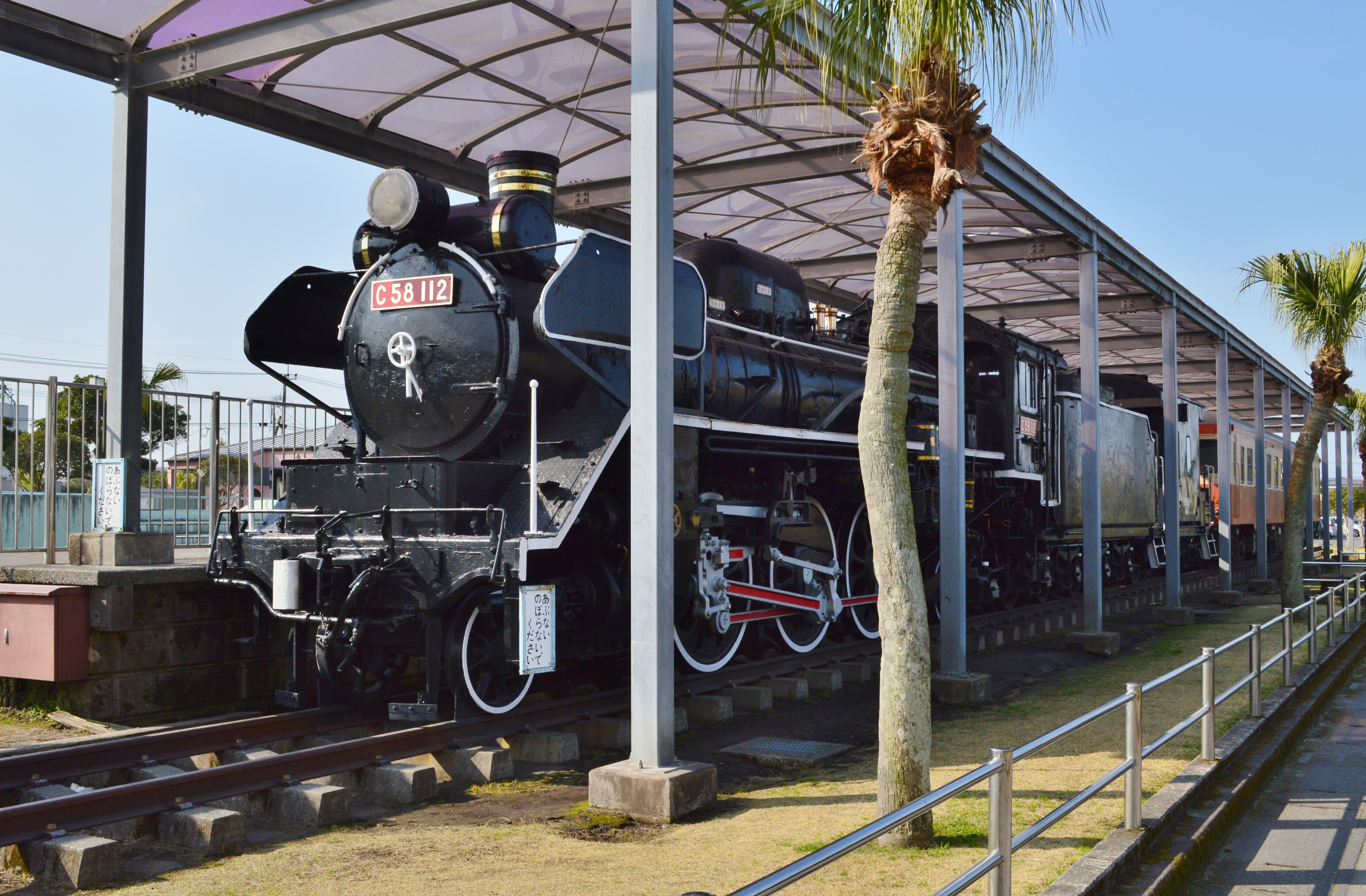
C58 112
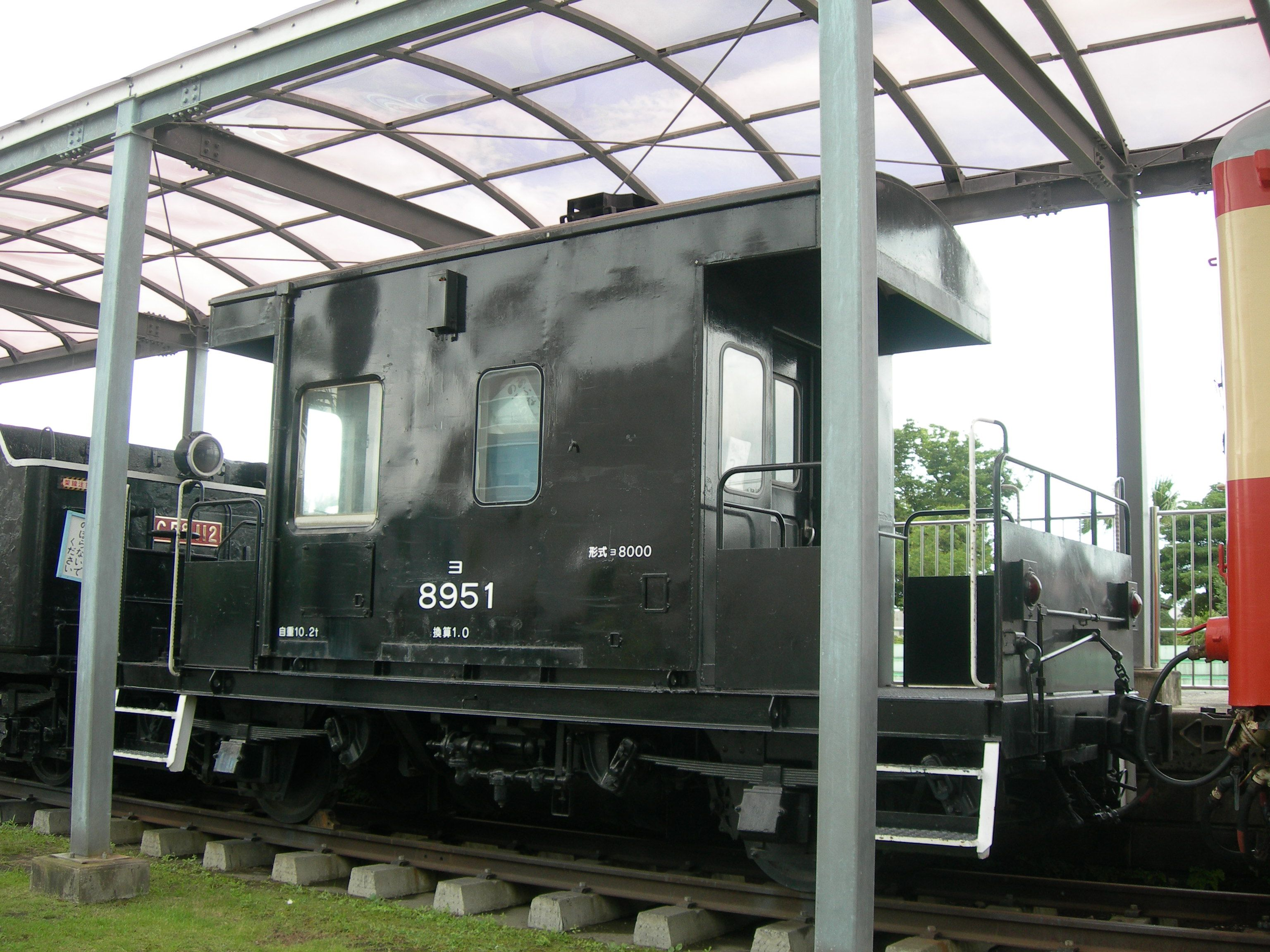
ヨ8951
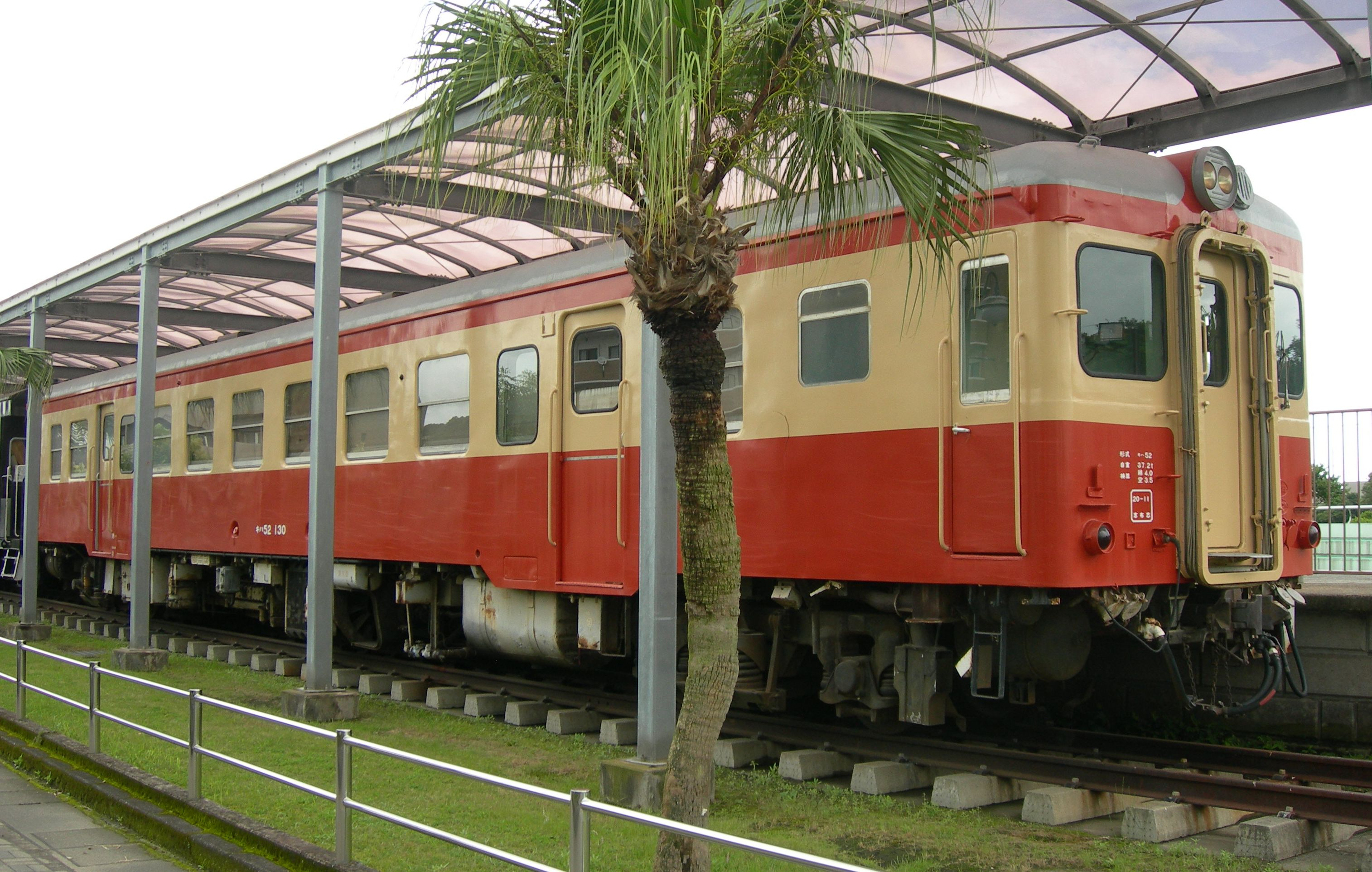
キハ52 130

## 利用状況
- 2015年度の1日平均乗車人員は7人である[11]。

| 年度 | 1日平均 乗車人員 | 1日平均 乗降人員 |
| ---- | ---------------- | ---------------- |
| 2007 | 14               | 38               |
| 2008 | 14               | 38               |
| 2009 | 14               | 36               |
| 2010 | 11               | 32               |
| 2011 | 11               | 32               |
| 2012 | 10               | 29               |
| 2013 | 9                | 29               |
| 2014 | 9                | 28               |
| 2015 | 7                | 25               |

## 駅周辺

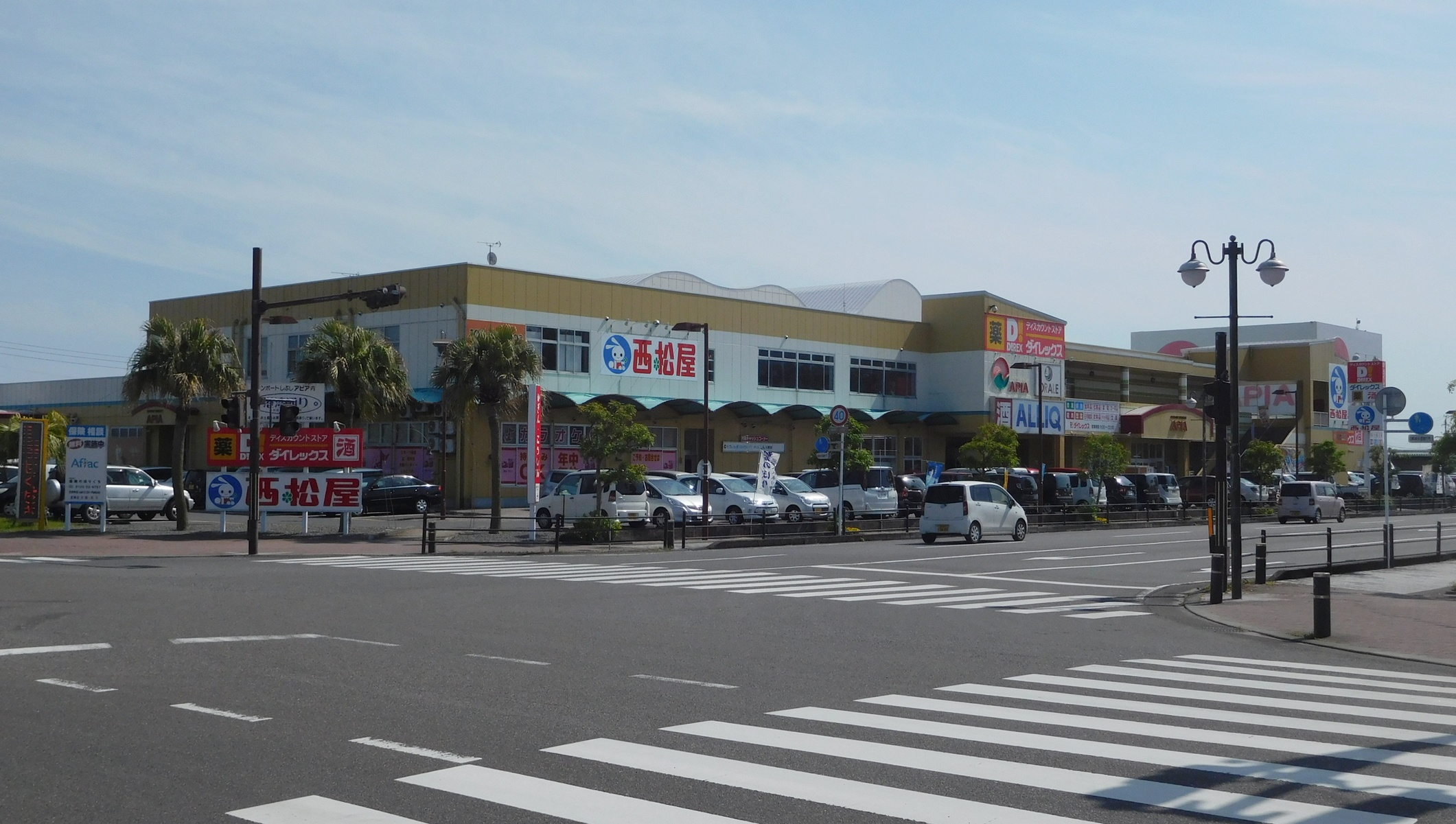
サンポートしぶしアピア（駅前から）

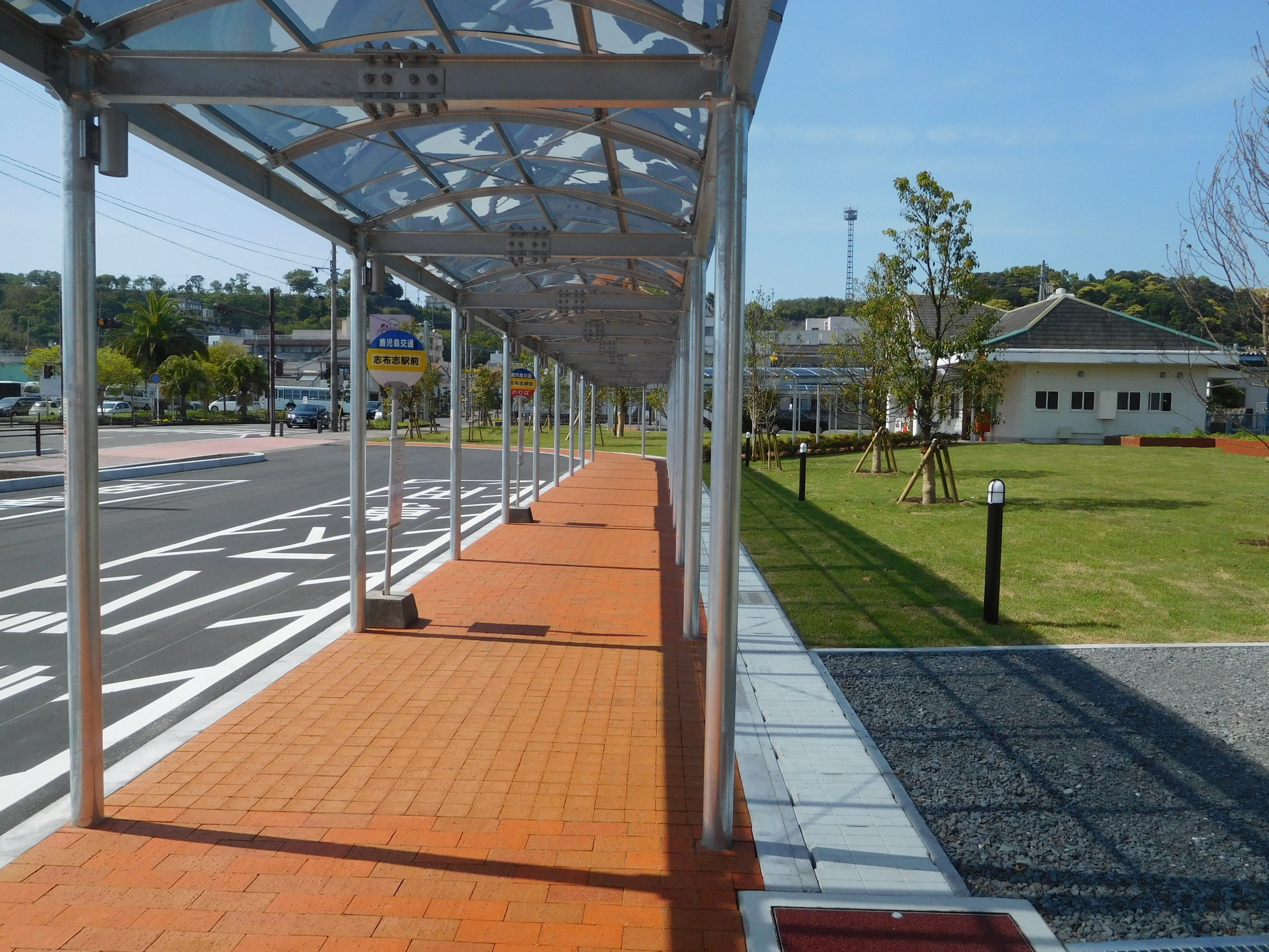
駅前のバスターミナル。鹿児島交通のバス停が設置されている

駅正面にあるサンポートしぶしアピアは日用品店、ゲームセンターや100円ショップが入居している。以前は2階が映画館であったが、現在は多目的ホールの他、競艇場外発売場オラレ志布志が入居している。駅左側には森に囲まれた大きな緑地公園がある。
- 志布志駅前バス停留所（鹿児島交通）
  - 鹿屋・垂水方面
  - 松山駅跡・岩川・都城方面
  - 牧之原・国分経由鹿児島空港行
  - 野方行
- サンポートしぶしアピア
  - オラレ志布志（競艇場外発売場）
- 志布志港：東京・大阪・奄美・沖縄と結ぶ大型カーフェリー（大阪のみ旅客輸送も実施）やコンテナ船及びその他貨物船（外航・内航）が行き交っている。
- 志布志市役所
- 志布志郵便局
- 枇榔島：亜熱帯性植物の繁殖地で、島全体が国の天然記念物に指定されている。
- 大慈寺：廃仏毀釈のため1869年（明治2年）廃寺となったが10年後に再興された。旧薩摩藩屈指の名刹として知られた寺。
- 宝満寺：同じく1869年（明治2年）廃寺となった。寺として再興はされなかった。しかし住民有志により祈祷所が建立され、旧4月8日の釈迦祭も行われている。旧境内には現在でも仁王像や石橋等が残っており、深遠な雰囲気を残す公園となっている。
- 鹿児島県立志布志高等学校
- 尚志館高等学校：西へ約3km

## 隣の駅
九州旅客鉄道（JR九州）
■日南線
■快速「日南マリーン号」・■普通
大隅夏井駅 - 志布志駅

### かつて存在した路線
日本国有鉄道
志布志線
中安楽駅 - 志布志駅
大隅線
志布志駅 - 菱田駅